# Antonio Serrano Arnal
Antonio Serrano Arnal es el juez titular del Juzgado de Instrucción n.º 31 de Madrid (España). Se trata del juez instructor de, entre otros, la Operación Puerto.

## Actuación en laOperación Puerto

### Desarrollo general
La operación antidopaje Operación Puerto, descubierta en la primavera del 2006 por la Guardia Civil y que tenía como punto central la consulta del doctor Eufemiano Fuentes en Madrid, provocó un gran escándalo al implicar a numerosos deportistas de élite de distintas disciplinas y sus preparadores en una trama de dopaje organizado. Se incautaron numerosas bolsas sanguíneas con iniciales o sobrenombres. Nueve de las muestras, analizadas en el laboratorio de la AMA en Barcelona, dieron positivo por EPO. Sin embargo, no se llegó a cotejar su ADN con el de los deportistas supuestamente implicados sugeridos por la prensa, ni siquiera con el de quienes habían sido identificados en el informe de la Guardia Civil. No obstante, algunos envases fueron autorizados para su envío a Alemania o Italia. El envase con los nombres Jan, Hijo de Rudicio o número 1 fue confirmado por las autoridades alemanas como proveniente de Jan Ullrich (ya retirado cuando se hizo público), gracias a las pruebas de ADN. En Italia, se identificaron dos muestras: una de Ivan Basso (el envase número 2 o Birillo), y otra de Michele Scarponi (número 32 o Zapatero); ambos fueron sancionados durante dos años por dopaje. Por otra parte, el alemán Jörg Jaksche admitió públicamente ser cliente (bajo el nombre en clave número 20 o Bella(jorg)) del doctor Fuentes. 
La Operación Puerto obligó a las Cortes españolas a aprobar una nueva ley antidopaje para futuros casos (que permitiría sancionar penalmente casos de dopaje), que sin embargo no tendría carácter retroactivo, por lo que las investigaciones de la Operación Puerto (anteriores lógicamente a la nueva ley antidopaje española) sólo podrían implicar sanciones penales en España en caso de demostrarse un delito contra la salud pública (y no por dopaje). Al centrarse el juez en la investigación por un posible delito contra la salud pública, dejó fuera de sus pesquisas la posibilidad de abrir una investigación por dopaje (que a su entender no era competencia de la Justicia al no ser un hecho penado por la legislación vigente en ese momento). Así, renunció a investigar los nombres de los deportistas implicados en la trama (a pesar de contar con grabaciones de vídeo de algunos deportistas accediendo a la consulta, y grabaciones telefónicas, así como informes de la Guardia Civil y la posibilidad de utilizar las pruebas de ADN para identificar a los implicados), puesto que su investigación se centraba en si había habido un delito contra la salud pública, no en quiénes eran los potenciales receptores de las servicios dopantes (no penadas por la ley española) ofertadas por el doctor Fuentes: autotransfusiones sanguíneas, EPO, hormona del crecimiento, ... En esa línea, de hecho, el juez Serrano prohibió a la Guardia Civil analizar el contenido de los ordenadores incautados en la Operación Puerto, y la tardanza del instituto armado impidió registrar antes el despacho de Eufemiano Fuentes, donde podían haberse requisado más documentos. Además, amparándose en el hecho de que se trataba de una investigación judicial en marcha, impidió a los organismos deportivos internacionales (AMA y UCI, entre otros) acceder a los envases requisados, por lo que tampoco por la vía deportiva pudieron imponerse sanciones a los implicados en la trama de dopaje (salvo en los contados casos en que se autorizaron envíos concretos a otros países).
El juez, basándose en un informe del Instituto Nacional de Toxicología que decía que el contenido de las bolsas sanguíneas no suponía un peligro para la salud de los deportistas, no halló delito contra la salud pública, y archivó el caso en marzo de 2007. Sin embargo, la sección n.º 5 de la Audiencia Provincial de Madrid, a petición de las partes (incluido el CSD), ordenó mediante un auto al juez Serrano la reapertura del caso el 14 de febrero de 2008. El juez Serrano, basándose en un nuevo informe del Instituto Nacional de Toxicología (fechado el 8 de agosto) que decía que los niveles de EPO hallados en las bolsas de sangre no suponían un riesgo para la salud de los deportistas que pudiesen inyectársela, dijo no encontrar pruebas de un delito contra la salud pública y archivó de nuevo el caso en septiembre de 2008. La Audiencia Provincial de Madrid, sin embargo, ordenó el 12 de enero de 2009 la reapertura del caso otra vez al juez Serrano, ordenando la preparación del juicio oral, al entender que sí existió delito. Dicho juicio, si finalmente se realiza (está en fase de estudio), no implicaría castigo penal alguno para los deportistas implicados (sólo a quienes hubieran cometido un delito contra la salud pública), aunque una vez finalizado el juicio se pondría el contenido de las bolsas sanguíneas incautadas en la consulta del Dr. Fuentes a disposición de las autoridades deportivas (UCI, AMA, RFEC) para, en su caso, imponer las sanciones deportivas oportunas, puesto que la inmensa mayoría de las bolsas son todavía de procedencia no probada.

### Conflicto con elCONIpor el envasenúmero 18 (Valv-piti)
El 11 de febrero de 2009, el Comité Olímpico Nacional Italiano (CONI) anunció que llamaba a declarar al ciclista español Alejandro Valverde por su presunta implicación en la Operación Puerto. El CONI afirmó que tras haber cotejado la sangre extraída a Valverde en la etapa del Tour de Francia 2008 con final en Prato Nevoso (Italia) con la sangre del envase número 18 de la Operación Puerto (envase con el nombre Valv-piti y supuestamente asociado a Valverde al coincidir con las primeras letras de su apellido, Valv, y el que se dice es el apodo de su perra, Piti), descubrieron que el ADN de ambas muestras era idéntico, vinculando directamente al ciclista con la trama de dopaje organizada por el médico Eufemiano Fuentes en Madrid. El envase número 18 (o Valv-piti) es, además, uno de los nueve envases que fueron analizados en unos laboratorios acreditados de Barcelona dando positivo por EPO. Dicho envase sería del año 2004, cuando Valverde corría en el Comunidad Valenciana de Vicente Belda.
El envase número 18 (Valv-piti) (asociado a Valverde por el CONI) sería sólo una de las 42 bolsas sanguíneas logradas por el CONI del total de incautadas por la Guardia Civil durante la Operación Puerto en la consulta del doctor Fuentes en Madrid en la primavera de 2006. Posteriormente se supo cómo el CONI obtuvo dichos envases: realizó una petición para obtener las muestras que se guardaban en el laboratorio de Barcelona a la Justicia española, concretamente al juez Antonio Serrano (del Juzgado 31 de Madrid), instructor de la Operación Puerto. Éste, quien se había negado a facilitar dichas muestras anteriormente, se encontraba en ese momento de vacaciones, y la jueza suplente, Ana Teresa Jiménez Valverde, al recibir la orden urgente italiana, dio su aprobación para que se facilitara una muestra del envase número 18 (Valv-piti) a las autoridades italianas.
El miércoles 18 de febrero, un día antes de la declaración de Valverde en Roma, el juez Serrano emitió un auto urgente que anulaba las actuaciones del CONI contra Valverde, argumentando un formalismo legal: la fiscalía antidopaje del CONI depende del ministerio de Cultura italiano y no del de Justicia, y el juez afirmaba que las pruebas de un proceso legal no pueden utilizarse en la jurisdicción deportiva.
El CONI recurrió al Juzgado 31 de Madrid el auto del juez Serrano para poder utilizar el envase número 18 (Valv-piti) para sancionar a Alejandro, alegando que la petición realizada (y aprobada por la jueza suplente), pese a llevar el membrete del CONI, estaba firmada y doblemente sellada por Paolo Ferraro, fiscal de la República italiana (es decir, dependiente del ministerio de Justicia italiano, no del de Cultura). Asimismo, la RFEC pidió al juez Serrano que liberara todas las bolsas incautadas en la consulta del doctor Fuentes para analizar la conveniencia de abrir expedientes.
El presidente del CONI, Gianni Petrucci, criticó (en declaraciones al diario italiano La Repubblica publicadas el 6 de marzo) a la Justicia española (y, por tanto, al juez Serrano) por su inmovilismo a la hora de investigar el caso, y realizó las siguientes afirmaciones:
Es bastante triste que hayamos tenido que intervenir nosotros (el CONI), pero si no llega a ser así, no habría pasado nada. Nosotros combatimos el dopaje. Lo que quiere decir que vamos en busca de casos y, por desgracia, a veces los encontramos. Otros no lo hacen. Era (la Operación Puerto) la acción antidopaje más grande realizada, pero las bolsas con la sangre (incautadas al médico Eufemiano Fuentes) han desaparecido. Algunas pruebas no han sido nunca analizadas. Los investigadores han sido trasladados y los fiscales han dejado de trabajar cuando estaban en el mejor momento.

### Deportistas implicados comprobados y sancionados
Los únicos nombres de deportistas que han sido confirmados hasta el momento como clientes del doctor Eufemiano Fuentes (y, por tanto, merecedores de una sanción deportiva de dos años de suspensión por dopaje) pertenecen a ciclistas, y se han conocido por confesión (Jaksche) o investigación extranjera (Ullrich, Basso, Scarponi), en ningún caso como resultado directo de la investigación española. De hecho, ningún deportista español ha sido sancionado a día de hoy como consecuencia de la Operación Puerto (ni de manera judicial, al no ser el dopaje delito penal en España, ni deportiva, al no facilitar el juez Serrano sus muestras a los organismos deportivos internacionales). Tampoco se ha confirmado la identidad de ninguno de los deportistas no ciclistas que contrataron los servicios del Dr. Fuentes, un hecho controvertido que en noviembre de 2007 llevó a Dick Pound (entonces presidente de la AMA) a decir que no veía creíble que la Operación Puerto afectara sólo al ciclismo.
El 27 de febrero de 2009, el presidente de la AMA, John Fahey, pidió al Juzgado n.º 31 de Madrid las pruebas de la Operación Puerto para realizar los análisis e imponer en su caso las sanciones oportunas a los deportistas implicados.